# 알렌의 법칙

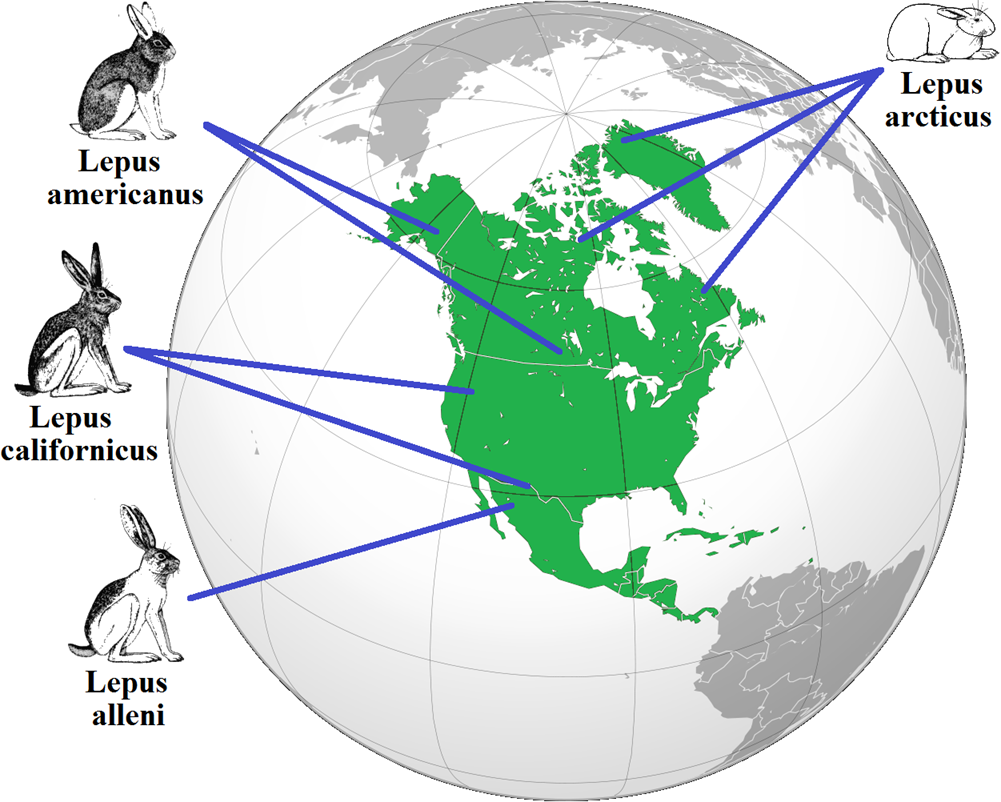

앨런의 법칙(Allen's rule, 앨런의 法則)은 1877년 조엘 에이사프 앨런(Joel Asaph Allen)이 정립한 생물학 법칙이다. 앨런의 법칙에 따르면 고위도에 살수록(기온이 낮을수록) 열을 체내에 유지하기 위하여 몸의 말단 길이가 짧아지며 저위도에 살수록(기온이 높을수록) 열 배출을 원활히 하기 위해 몸의 말단 길이가 길어진다는 법칙이다. 베르그만의 법칙과 더불어 생물학의 중요한 법칙 중 하나이다.

## 같이 보기
- 글로거의 법칙